# Victoria II
Victoria II lub Victoria 2 – gra komputerowa z gatunku grand strategy wargame wyprodukowana przez szwedzką firmę Paradox Interactive. Premiera gry odbyła się 13 sierpnia 2010 roku oraz 17 sierpnia 2010 roku w Stanach Zjednoczonych. Gra jest sequelem gry Victoria: An Empire Under the Sun.

## Rozgrywka
Victoria II jest grą strategiczną osadzoną w realiach historycznych. Pozwala na objęcie przywództwa nad jednym z 200 państw. Gra rozpoczyna się w 1836, a kończy się w 1936. Gracz może decydować o wszystkich aspektach polityki prowadzonego przez niego państwa, w związku z czym gracz może doprowadzić Niemcy do całkowitej dominacji w Europie lub zbudować imperium kolonialne Wielkiej Brytanii. Ze względu na duży obszar, nad którym gracz sprawuje kontrolę, Victoria II oferuje możliwość automatyzacji niektórych działań z uwzględnieniem kryteriów określonych przez gracza. Nacisk położono na prowadzenie badań naukowych. Gra oferuje kilka tysięcy historycznych wynalazków, które mogą zostać opracowane w kierowanym przez gracza państwie. W państwie gracz może przeprowadzić reformy. Do gry przygotowano tysiące wydarzeń historycznych wpływających na przebieg rozgrywki oraz specjalne historyczne misje, charakterystyczne dla danego kraju.

## Dodatki do gry
Istnieje 10 dodatków do gry:
- Victoria II: Interwar Spritepack (2010)[7]
- Victoria II: Interwar Planes Sprite Pack (2011)[8]
- Victoria II: Interwar Artillery Sprite Pack (2011)[9]
- Victoria II: A House Divided (2012)[10]
- Victoria II: A House Divided – American Civil War Spritepack (2012)[11]
- Victoria II: Heart of Darkness (2013)[12]
- Victoria II: Interwar Engineer Unit (2013)[13]
- Victoria II: German Unit Pack (2013)[14]
- Victoria II: Songs of the Civil War (2013)[15]
- Victoria II: Interwar Cavalry Unit Pack (2013)[16]

## Odbiór gry
Victoria II została pozytywnie przyjęta przez większość recenzentów, zyskując średnią ocen 76,17% na GameRankings na podstawie 12 recenzji i 75/100 na Metacritic na podstawie 17 recenzji. 